# Uffici delle imposte di fabbricazione
Gli Uffici tecnici delle imposte di fabbricazione (U.T.I.F. in sigla) (1938-1990), dipendenti dalla Direzione generale delle dogane e delle imposte indirette del Ministero delle finanze, vennero istituiti nel 1938: «Ritenuta la necessità urgente ed assoluta di provvedere ad un nuovo ordinamento dei servizi e del personale delle imposte di fabbricazione (I.F. in sigla) ed in conseguenza ad una modifica dell'ordinamento dei servizi e del personale del Catasto e dei Servizi tecnici erariali».
Agli U.T.I.F. furono perciò attribuiti tutti i servizi già disimpegnati dalla 2° sezione dei preesistenti Uffici tecnici di finanza (U.T.F. in sigla) (1881-1936) dipendenti dalla Direzione generale delle imposte dirette e del catasto: nati nel 1881 dalla soppressione degli uffici tecnici del macinato e poi denominati Uffici tecnici erariali.
Con l’istituzione del Dipartimento delle dogane e delle imposte indirette del 1990, gli U.T.I.F. riacquisirono l’originaria denominazione di Uffici tecnici di finanza (1990-2001) fino a quando, col riordino dell'amministrazione periferica dello Stato avviato sul finire degli anni Novanta, furono soppressi in coincidenza del travaso delle loro competenze negli Uffici delle dogane dell’attuale Agenzia delle dogane e dei monopoli.

## Organizzazione
Con la riorganizzazione dei servizi e del personale delle imposte di fabbricazione, in vigore dal 1° aprile 1962, il coordinamento dei servizi tecnici delle imposte di fabbricazione venne affidato all’Ufficio Tecnico Centrale delle Imposte di Fabbricazione (U.T.C.I.F. in sigla) costituito in seno alla Direzione generale delle dogane e imposte indirette: con il laboratorio elettrotecnico centrale, il magazzino centrale del materiale delle imposte di fabbricazione e l'annessa officina.
Ciascun U.T.I.F. era diretto da un ingegnere capo dal quale dipendevano una o più Sezioni affidate a un ingegnere impiegato della carriera direttiva.
La circoscrizione territoriale degli U.T.I.F. era articolata in una o più Ripartizioni alle quali erano preposti i procuratori capi e i procuratori principali che alle loro dipendenze avevano tutto il personale assegnato a un numero variabile di Zone di verificazione comprendenti stabilimenti, fabbriche e magazzini del territorio di uno o più Comuni, anche appartenenti a Province diverse. Qualora l'entità dei servizi lo giustificasse, la Zona poteva comprendere anche un solo stabilimento.
I procuratori, impiegati della carriera di concetto, curavano personalmente l'espletamento dei vari servizi delle imposte di fabbricazione presenti nell'ambito territoriale della propria Zona di verificazione, avvalendosi della collaborazione degli ufficiali della carriera esecutiva eventualmente assegnati alla Zona stessa e dei quali dovevano vigilare e integrare l'operato.
In ausilio al personale civile in servizio alle imposte di fabbricazione erano normalmente adibiti sottufficiali e militari di truppa della Guardia di finanza i cui compiti di vigilanza delle fabbriche venivano codificati in appositi ordini di servizio predisposti dalla competente Sezione dell'U.T.I.F. e approvati dall'ingegnere capo.
Al Comando generale del Corpo venivano invece richiesti, dalla Direzione generale delle dogane ed imposte indirette, i militari per coadiuvare il personale civile degli U.T.I.F. in funzioni o incarichi di limitata importanza tecnica, contabile ed amministrativa: precisandone la durata, il compito e la sede del distacco al quale, nei casi di eccezionale urgenza e di breve durata, poteva provvedere il Comando locale.
L’insensibilità dell’imposta al valore economico delle merci da essa incise consentiva un presidio permanente di vigilanza la cui efficacia era indubbiamente favorita da quei beni prodotti in stabilimenti industriali limitatamente diffusi sul territorio quali erano, appunto, gli opifici petrolchimici, le distillerie, gli zuccherifici, le centrali elettriche e quelle del gas: e dove, con l’impiego di un ridottissimo numero di funzionari, si riusciva così ad assicurare un grado di evasione fiscale praticamente inesistente.
Gli impianti produttivi venivano dettagliatamente identificati in ogni loro parte e suggellati con filo metallico passante sulle teste forate dei dadi delle flange e con i capi chiusi all’interno di cilindretti di ottone muniti di fori calibrati: nei quali, con il proprio punzone identificativo, il procuratore I.F. serrava le laminette di rame della Zecca dello Stato soggette a rigoroso rendiconto.
Le porte dei magazzini poggiavano su cardini contrapposti anti sfilamento ed erano dotate di occhielli “saldati a forte” nei quali veniva infilata l’asta rettangolare dei cosiddetti lucchetti doganali. Questi erano muniti dei fori calibrati per l’inserimento dei suggelli punzonati con la pinza per rametti che veniva data in dotazione al procuratore IF: insieme alla tenaglia per i piombi da applicare agli autocarri, autoarticolati, fusti o serbatoi mobili, alle tenagliette per i piombi adoperati per suggellare i dispositivi elettrici e ai due timbri metallici – uno dei quali in rilievo positivo per essere inchiostrato e l’altro inciso in negativo per la ceralacca – attestanti il suo numero identificativo e l’U.T.I.F. dove egli prestava il servizio.
Il procuratore I.F. era quindi inequivocabilmente identificato dall’impronta dei suoi inseparabili timbri, pinze, tenaglie e tenagliette indispensabili per espletare i servizi di Zona e da egli custoditi insieme a densimetri per prodotti petroliferi, tabelle ASTM-IP (American Society for Testing Materials – The Institute of Petroleum), alcolometri, tavole alcolometriche, bicchiere d’immersione, un lungo termometro e vari materiali di consumo: quali stampati per le verbalizzazioni, etichette per i campioni, ceralacca, piombi grandi e piccoli, matasse di filo spiralinato, matasse di rametto e pasta rivelatrice d’acqua.
Fino all’abolizione delle frontiere intracomunitarie conseguente all’instaurazione del mercato interno della Comunità economica europea e alle Direttive recepite con decreto legge in vigore dal 1° gennaio 1993, le accise italiane furono caratterizzate dal ferreo controllo operato dal personale delle imposte di fabbricazione. La vigilanza era permanente ed era caratterizzata dal presidio, vincolo e suggellamento degli opifici e dei magazzini dove si custodivano o trasformavano i prodotti per i quali l’accisa già sorta non era stata ancora versata all’erario: e perciò ancora schiavi d’imposta di fabbricazione (S.I.F. in sigla) fino a quando gli stessi non fossero stati avviati ad una destinazione diversa dai magazzini fiduciari soggetti, su cauzione, alla legge doganale sui depositi di merci estere.

## Sedi degli Uffici
Stabiliti con un organico di 1.037 posti per 70 ingegneri, 215 periti tecnici ed elettrotecnici, 455 tecnici, 200 computisti, 82 subalterni e 15 operai, gli U.T.I.F. avevano sede nel capoluogo delle 14 circoscrizioni doganali, di Ancona, Bari, Bologna, Como, Genova, Livorno, Messina, Milano, Napoli, Roma, Torino, Trieste, Udine e Venezia: ma già nel 1948, per il servizio nei nuovi 33 U.T.I.F. e nel Magazzino con l’Officina centrale del materiale delle imposte di fabbricazione, vennero previsti 1.390 posti tra 118 ingegneri, 412 procuratori (periti industriali), 730 ufficiali, 100 uscieri e 30 operai.
| N° | Sede dell’UTIF | Provincie comprese nella circoscrizione territoriale |
| -- | -------------- | ---------------------------------------------------- |
| 1  | Alessandria    | Alessandria – Asti                                   |
| 2  | Ancona         | Ancona – Pesaro – Macerata – Ascoli Piceno           |
| 3  | Bari           | Bari – Foggia – Matera                               |
| 4  | Benevento      | Benevento – Avellino – Campobasso                    |
| 5  | Bergamo        | Bergamo – Sondrio                                    |
| 6  | Bologna        | Bologna – Ferrara – Forlì – Ravenna                  |
| 7  | Brescia        | Brescia – Cremona                                    |
| 8  | Cagliari       | Cagliari – Sassari – Nuoro                           |
| 9  | Catania        | Catania – Enna – Siracusa – Ragusa                   |
| 10 | Catanzaro      | Catanzaro – Cosenza                                  |
| 11 | Como           | Como – Varese                                        |
| 12 | Firenze        | Firenze – Arezzo – Siena – Pistoia                   |
| 13 | Genova         | Genova – Savona – Imperia – La Spezia                |
| 14 | Lecce          | Lecce – Brindisi – Taranto                           |
| 15 | Livorno        | Livorno – Grosseto – Pisa – Apuania – Lucca          |
| 16 | Messina        | Messina – Reggio Calabria                            |
| 17 | Milano         | Milano – Pavia                                       |
| 18 | Napoli         | Napoli – Caserta                                     |
| 19 | Novara         | Novara – Vercelli                                    |
| 20 | Padova         | Padova – Rovigo                                      |
| 21 | Palermo        | Palermo – Caltanissetta                              |
| 22 | Parma          | Parma – Piacenza                                     |
| 23 | Pescara        | Pescara – Chieti – Aquila – Teramo                   |
| 24 | Reggio Emilia  | Reggio Emilia – Modena                               |
| 25 | Roma           | Roma – Frosinone – Latina – Viterbo                  |
| 26 | Salerno        | Salerno – Potenza                                    |
| 27 | Terni          | Terni – Rieti – Perugia                              |
| 28 | Torino         | Torino – Aosta – Cuneo                               |
| 29 | Trapani        | Trapani – Agrigento                                  |
| 30 | Trento         | Trento – Bolzano                                     |
| 31 | Udine          | Udine – Gorizia                                      |
| 32 | Venezia        | Venezia – Treviso – Belluno                          |
| 33 | Verona         | Verona – Vicenza - Mantova                           |

Aumentati da 33 a 40 nel 1961 e poi a 41 con l’aggiunta di Pavia nel 1994, il loro organico crebbe fino a 1.816 posti per 164 ingegneri, 622 procuratori, 860 ufficiali, 140 uscieri e 30 operai:

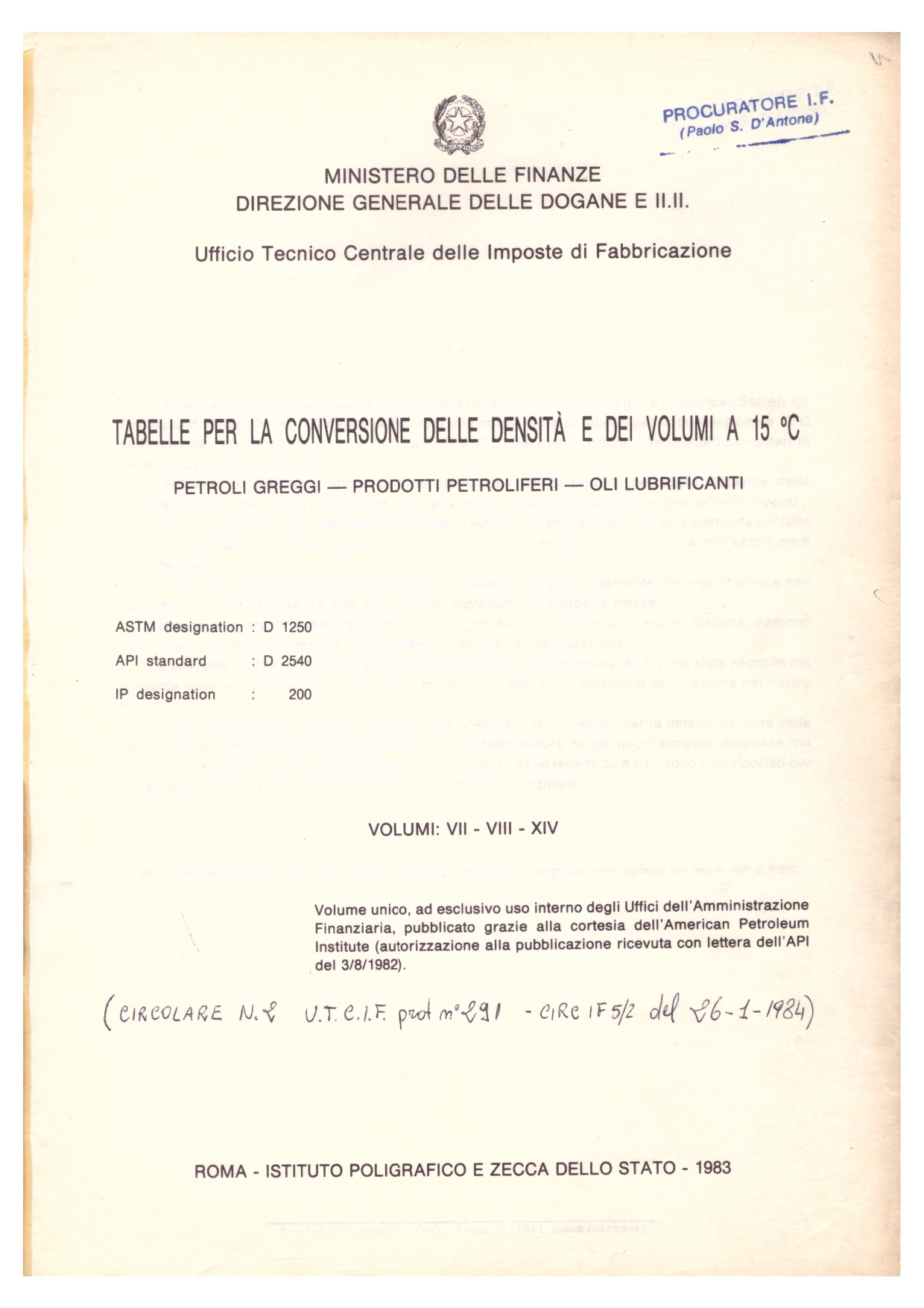
Prodotti Petroliferi - Tabelle ASTM-IP per la conversione delle densità e dei volumi a 15° C

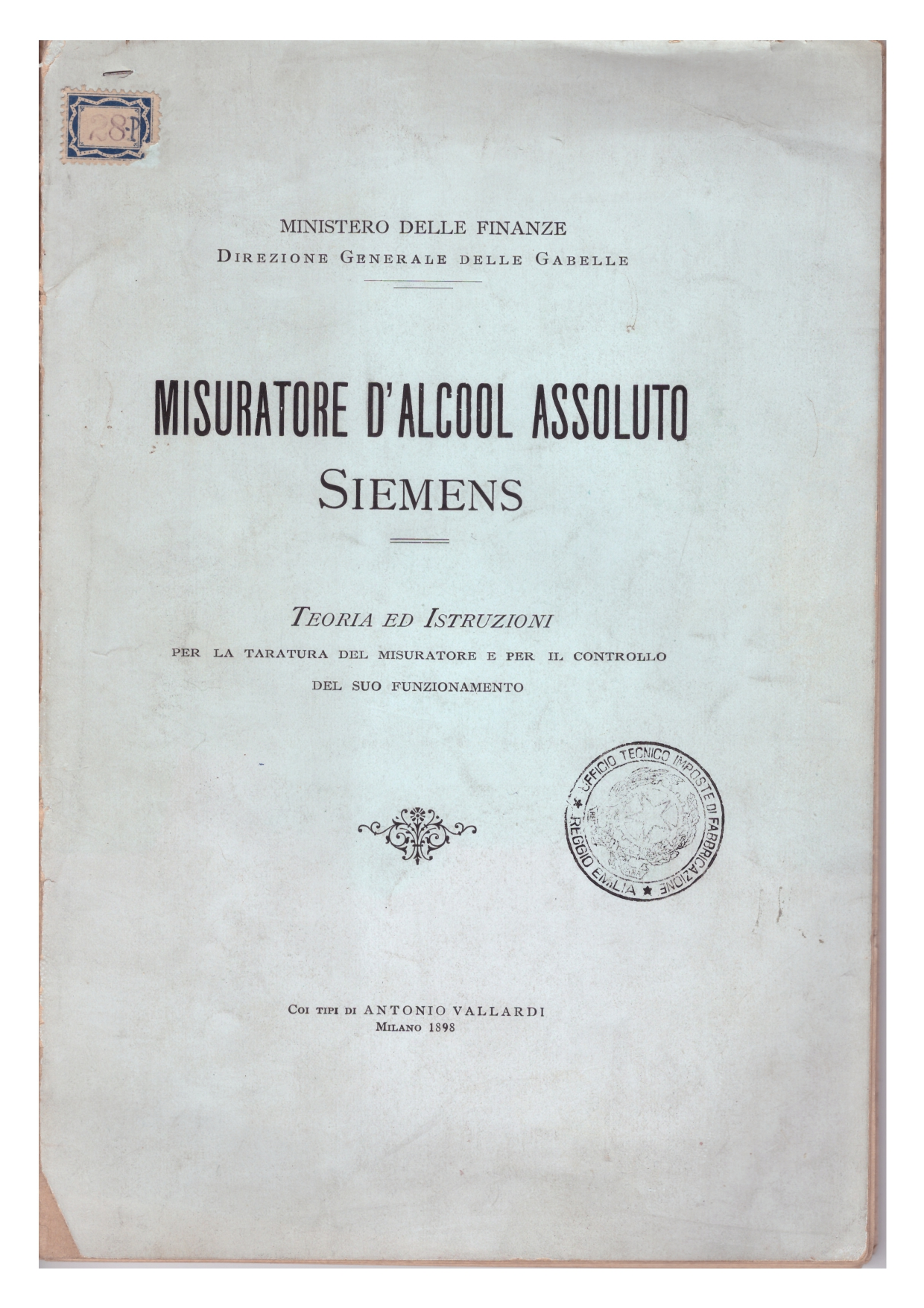
Misuratore d'alcool assoluto - Siemens - Teoria ed Istruzioni - Editore Antonio Vallardi - Milano 1898

| N° | Sede dell’UTIF | Provincie comprese nella circoscrizione territoriale            |
| -- | -------------- | --------------------------------------------------------------- |
| 1  | Alessandria    | Alessandria – Asti                                              |
| 2  | Ancona         | Ancona – Pesaro Urbino – Macerata – Ascoli Piceno               |
| 3  | Bari           | Bari – Foggia – Matera – Potenza                                |
| 4  | Benevento      | Benevento – Avellino                                            |
| 5  | Bergamo        | Bergamo – Sondrio                                               |
| 6  | Bologna        | Bologna – Forlì – Rimini                                        |
| 7  | Brescia        | Brescia – Cremona – Mantova                                     |
| 8  | Cagliari       | Cagliari – Sassari – Nuoro – Oristano                           |
| 9  | Catania        | Catania – Enna                                                  |
| 10 | Catanzaro      | Catanzaro – Cosenza – Crotone – Reggio Calabria – Vibo Valentia |
| 11 | Como           | Como – Varese – Lecco                                           |
| 12 | Ferrara        | Ferrara – Ravenna                                               |
| 13 | Firenze        | Firenze – Arezzo – Siena – Pistoia – Prato                      |
| 14 | Genova         | Genova – Savona –- Imperia                                      |
| 15 | La Spezia      | La Spezia                                                       |
| 16 | Lecce          | Lecce – Brindisi – Taranto                                      |
| 17 | Livorno        | Livorno – Grosseto – Pisa – Massa Carrara – Lucca               |
| 18 | Messina        | Messina                                                         |
| 19 | Milano         | Milano – Lodi                                                   |
| 20 | Modena         | Modena                                                          |
| 21 | Napoli         | Napoli – Caserta                                                |
| 22 | Novara         | Novara – Verbania                                               |
| 23 | Padova         | Padova – Rovigo                                                 |
| 24 | Palermo        | Palermo – Caltanissetta                                         |
| 25 | Parma          | Parma – Piacenza                                                |
| 26 | Pavia          | Pavia                                                           |
| 27 | Pescara        | Pescara – Chieti – L'Aquila – Teramo – Campobasso – Isernia     |
| 28 | Reggio Emilia  | Reggio Emilia                                                   |
| 29 | Roma           | Roma – Frosinone – Latina – Viterbo                             |
| 30 | Salerno        | Salerno                                                         |
| 31 | Siracusa       | Siracusa – Ragusa                                               |
| 32 | Terni          | Terni – Rieti – Perugia                                         |
| 33 | Torino         | Torino – Aosta – Cuneo                                          |
| 34 | Trapani        | Trapani – Agrigento                                             |
| 35 | Trento         | Trento – Bolzano                                                |
| 36 | Treviso        | Treviso – Belluno                                               |
| 37 | Trieste        | Trieste                                                         |
| 38 | Udine          | Udine – Gorizia – Pordenone                                     |
| 39 | Venezia        | Venezia                                                         |
| 40 | Vercelli       | Vercelli – Biella                                               |
| 41 | Verona         | Verona – Vicenza                                                |

## Riferimenti storici
Per ricordare come gli esercenti venissero, in buona sostanza, spossessati dei loro beni a partire dal fatto imponibile della “nascita” (coincidente con l’accertamento per qualità e quantità) fino all’esigibilità dell’accisa (coincidente con l’immissione in consumo), si trascrivono alcuni frammenti di storici riferimenti normativi:
— dal regolamento per la tassa sulla fabbricazione degli zuccheri del 1903:
«Il fabbricante non dovrà esercitare nei locali di fabbrica altre industrie che non siano quelle della lavorazione o rilavorazione degli zuccheri e dovrà:
- chiudere tutti i corpi di fabbrica costituenti l'opificio dentro un'unica cinta formata da un muro o da un solido reticolato di ferro con maglia di apertura non superiore a 25 centimetri quadrati, l'uno o l'altro di altezza non minore di metri 2.50. Quando uno o più muri della fabbrica costituiscono parte della cinta, oppure sieno distanti da questa meno di 5 metri, tutte le aperture verso l'esterno di tali muri devono essere munite d' inferriata e reticella metallica a fitte maglie. Tutti i locali ove si fa la separazione degli zuccheri dai sciroppi o si manipola in qualsiasi modo zucchero solido, o si conservano sciroppi e bassi prodotti, non devono avere comunicazione col resto della fabbrica altrimenti che per il numero di passaggi o varchi speciali necessari, a giudizio dell'Ufficio tecnico di finanza, per l'esercizio della fabbrica; inoltre tutte indistintamente le aperture di finestre dei detti locali devono essere munite di reticello metallico a fitte maglie. Negli stessi locali la Finanza potrà procedere al suggellamento di tubi, apparecchi, od altro, che ritenesse opportuno per l'esercizio di un'efficace vigilanza;

- destinare, per la custodia dello zucchero schiavo di tassa, appositi magazzini fra loro comunicanti, anche non annessi ai locali di lavorazione, purché compresi nel recinto della fabbrica od a distanza almeno di 5 metri dalla cinta. Ogni magazzino o gruppo di magazzini non potrà avere più di due accessi, uno per l'introduzione e l'altro per l'estrazione dello zucchero;

- apprestare un locale od un armadio per riporvi i campioni prelevati dagli agenti della finanza;

- provvedere la fabbrica della bilancia automatica per la posatura della materia prima da passarsi alla lavorazione. Tale bilancia sarà sottoposta alle verificazioni ed al controllo degli agenti di finanza, e le riparazioni eventualmente occorrenti saranno fatte a spese del fabbricante. Provvedere degli occorrenti pesi a bilico o stadere, debitamente verificati dall'Ufficio metrico o collocati opportunamente per la posatura;

- limitare il numero delle porte d'ingresso al corpo di fabbrica e dei varchi speciali del recinto a quello strettamente necessario per l'esercizio dell'industria;

- mettere a disposizione degli impiegati e degli agenti dell'Amministrazione, nel recinto della fabbrica o nel posto più adatto per la vigilanza, un locale fornito dei necessari mobili per uso d'ufficio ed una stanza sufficientemente ampia e convenientemente arredata per la pernottazione;

- prestare gratuitamente l'opera sua e del proprio personale per eseguire, ogni qualvolta ne siano richiesti dall'ingegnere di finanza o dal capo dell'ufficio finanziario in fabbrica, la posatura od il riscontro delle materie prime, di quelle in corso di lavorazione, delle sostanze zuccherine, compresi i melazzi, e dei prodotti esistenti nella fabbrica e nei magazzini;

- asportare lo zucchero dal recinto della fabbrica appena estratto dal magazzino.

Il servizio di vigilanza e di riscontro è affidato agli Uffici tecnici di finanza, che lo esercitano per mezzo degli ingegneri o del personale dipendente, come pure degli impiegati e degli agenti della Guardia di finanza, posti a loro disposizione, i quali per la esecuzione del servizio stesso dipendono e ricevono istruzioni dai detti Uffici.
I melazzi ottenuti nelle decorse campagne saccarifere potranno essere lavorati in esenzione di tassa alle condizioni seguenti: a) entro 15 giorni dall'attuazione del presente regolamento dovranno essere collocati in apposito magazzino, chiuso a due diverse chiavi, di cui una in potere della finanza, oppure custoditi in casse chiuse con rete metallica e piombate, prendendoli in carico nel relativo registro»;
— dal regolamento per l’esecuzione del testo unico di leggi sugli spiriti del 1909:
«Il servizio di vigilanza e di riscontro è affidato agli Uffici tecnici di finanza, che lo esercitano per mezzo degli ingegneri e del personale dipendente, nonché delle guardie di finanza, le quali per l'esecuzione del servizio stesso dipendono e ricevono istruzioni dal detto l'Ufficio.
In via sussidiaria, concorrono all'esecuzione del servizio di vigilanza i RR. carabinieri e le guardie di pubblica sicurezza.
Nel caso il fabbricante abbia dichiarato di voler pagare la tassa a misura dell’estrazione dello spirito, l’Ufficio tecnico deve far munire la porta del magazzino di deposito di una seconda serratura solida e sicura, la cui chiave rimarrà poi in possesso degli agenti della finanza.
Nelle fabbriche soggette alla vigilanza permanente, negli stabilimenti per la concentrazione dei vini e liquidi alcolici, e negli opifici in cui si rettificano spiriti gravati da tassa, deve destinarsi, per uso esclusivo degli agenti dell’Amministrazione, un locale conveniente, anche nei riguardi igienici, situato in luogo opportuno per l’esercizio della vigilanza e arredato dei mobili occorrenti. A richiesta della Finanza, dovrà pure il fabbricante nei locali di lavorazione costruire un casotto a vetri, per uso degli agenti addetti alla vigilanza, fornendolo dei mobili occorrenti. Similmente, a richiesta della Finanza, dovrà il fabbricante mettere a disposizione degli agenti una stanza sufficientemente ampia e convenientemente arredata per la pernottazione. L’illuminazione, il riscaldamento e la pulizia debbono essere fatti a cura ed a spese dell’esercente.
I recipienti destinati a contenere le materie prime alcooliche, le pompe ed i tubi destinati al trasporto di tali materie agli apparati di distillazione, e gli apparati stessi debbono trovarsi in locali distinti e separati da quelli nei quali sono i recipienti destinati al deposito, anche provvisorio, degli spiriti grezzi da rettificare, le pompe ed i tubi destinati al trasporto di detti spiriti agli apparati di rettificazione, nonché, gli apparati stessi. Per gli effetti della presente disposizione basterà che fra i due suindicati gruppi di locali non siavi altra comunicazione se non quella della pubblica via, ovvero, nei casi di fabbriche soggette alla vigilanza permanente, quella del cortile, qualora questo sia in libera e comoda comunicazione con l'ufficio degli agenti finanziari.
Le caldaie degli apparecchi di rettificazione esistenti nelle fabbriche e negli opifici, ove si rettificano spiriti soggetti a tassa oppure esenti, e le caldaie degli apparecchi di trasformazione devono essere munite di un piccolo rubinetto per la presa dei saggi.
Gli apparecchi di distillazione, i condensatori ed i refrigeranti devono essere collocati in modo che siano accessibili e verificabili da tutte le loro parti; i refrigeranti devono trovarsi in condizione che ne permetta l'ispezione anche al disotto.
La fabbrica o l'opificio devono essere provveduti delle opere necessarie (scale, ballatoi, ecc.) perché gli agenti della finanza possano facilmente applicare e verificare gli ordigni di sicurezza ed i sigilli.
I tubi in cui scorrono i vapori ed i liquidi alcoolici devono distare almeno 5 centimetri dalle pareti, e non possono attraversarle se non per fori il cui perimetro disti almeno 15 centimetri dagli stessi tubi, i quali non possono mai attraversare il tetto.
I recipienti dell'alcool devono essere muniti esternamente di tubi di vetro con asta graduata in ettolitri e sottomultipli.
I magazzini per il deposito del prodotto delle fabbriche, nel caso in cui il fabbricante abbia dichiarato di voler pagare la tassa a misura della estrazione degli spiriti, quelli degli opifici di rettificazione per il deposito degli spiriti grezzi e rettificati sui quali non sia stata ancora pagata la tassa, nonché quelli degli stabilimenti per la concentrazione dei vini e liquidi alcoolici per il deposito del prodotto gravato di tassa, e di quello destinato all'esportazione, devono avere un unico accesso dalla fabbrica o dall'opificio. Le finestre devono essere munite di robusta inferriata e di reticella metallica, solidamente fissate al muro. Le pareti devono essere in muratura di sufficiente grossezza e le coperture a volta o con altra struttura muraria da approvarsi dall'Amministrazione.
L’Ufficio tecnico ha facoltà di ordinare: che i tubi conducenti i prodotti da ogni singolo misuratore ai recipienti di raccolta siano muniti di appendici con appositi rubinetti, per esperimenti di controllo; che gli scaldavini, i condensatori, i collettori delle flemme ed i refrigeranti siano rivestiti con doppia parete, ovvero collocati in casse con coperchi, ai quali possano applicarsi i suggelli; che siano adattati a doppia parete i tubi in cui passano o possono passare i vapori ed i liquidi alcoolici; e che questi tubi siano muniti di rubinetti di saggio e di ordigni di sicurezza nelle saldature, nelle commettiture, nei rubinetti, negli sfiatatoi, apparecchi di pressione, ecc.
Compiuta la verificazione, gli apparecchi, i meccanismi ed i tubi devono, ove occorra, essere suggellati in modo da renderne impossibile l’uso.
Dei risultati della verificazione e dei bolli e suggelli applicati, si fa constare mediante processo verbale in doppio originale da firmarsi dal delegato dell’Ufficio tecnico ed anche dall’interessato o dal suo rappresentante. Uno degli originali del processo verbale è consegnato all’interessato o al suo rappresentante, il quale ha l’obbligo di custodirlo, insieme con la denuncia, e di presentarlo agli agenti governativi ad ogni loro richiesta.
In caso di alterazioni o guasti nelle piastrine di identificazione, nei bolli, sigilli, congegni ed ordigni che fossero stati applicati dall’Amministrazione, sono tenuti a farne immediatamente denunzia in doppio originale all’Ufficio tecnico di finanza giustificando che il fatto dell’alterazione o dei guasti è derivato da forza maggiore.
Per le Società cooperative l’Ufficio tecnico, udita la regia Avvocatura erariale per l’esame dello statuto e degli atti compiuti per la legale costituzione di ogni Società, riscontra le indicazioni fornite circa la condizione dei singoli soci ed i fondi da loro posseduti o coltivati»;
— dalla legge del 1939 che istituì l'imposta di fabbricazione sugli oli minerali e sui prodotti della loro lavorazione in sostituzione della preesistente tassa di vendita:
«L'Ufficio tecnico, ricevuta la denunzia, verifica gli impianti e può ordinare a spese del fabbricante, le opere e prescrivere le misure che riterrà necessarie per la tutela degli interessi fiscali. Ogni modificazione agli impianti dovrà essere previamente approvata dall'Ufficio tecnico delle imposte di fabbricazione e il fabbricante dovrà presentare lo schema delle modificazioni, che intende apportare, per aggiornare lo schema generale, di cui al secondo comma del presente articolo.
I locali di fabbrica e quelli annessi sono soggetti alla vigilanza finanziaria permanente.
L'Amministrazione ha facoltà, in qualsiasi momento, di eseguire verifiche e riscontri, di applicare agli apparecchi e ai meccanismi bolli e suggelli e di esercitare la facoltà, sancita nel precedente articolo, di ordinare, a spese del fabbricante, le opere e di prescrivere le misure che riterrà necessarie per la tutela degli interessi fiscali.
Il fabbricante ha l'obbligo di fornire gratuitamente per uso del personale addetto alle operazioni di vigilanza e di accertamento, i locali necessari per l'Ufficio finanziario e per la pernottazione, provvedendo alla loro attrezzatura ed arredamento nonché alla pulizia, illuminazione, riscaldamento e rifornimento dell'acqua potabile. Lo stesso fabbricante dovrà mettere a disposizione i mezzi necessari per il compimento dei servizi finanziari nei posti che saranno indicati.
Le spese per la vigilanza fiscale, esercitata per l'applicazione del presente decreto, sono a carico delle ditte interessate.
I prodotti ottenuti, non soggetti ad ulteriore lavorazione, devono essere conservati in serbatoi, distinti e separati da quelli delle materie prime e dei prodotti intermedi. Essi saranno accertati dall'Ufficio finanziario, per quantità e per qualità, e saranno presi in carico in apposito registro, prescritto dall'Amministrazione, la quale stabilirà le norme di riscontro fra i prodotti ottenuti e le materie prime passate in lavorazione, risultanti dallo scarico effettuato ai sensi del precedente art. 10.
Al detto registro saranno unite le dichiarazioni di estrazione, presentate dal fabbricante e munite dell'attestazione di riscontro da parte dell'Ufficio finanziario.
Le quantità di prodotti che si vogliono estrarre dalle fabbriche saranno accertate direttamente all'uscita dai serbatoi o dai magazzini con le norme, che saranno stabilite dall'Amministrazione.
I prodotti finiti sono estratti dallo stabilimento con pagamento del tributo. Possono altresì essere estratti sotto vincolo di bolletta di cauzione per l'esportazione all'estero o per particolari impieghi, ammessi ad agevolazioni fiscali, sotto l'osservanza, delle prescrizioni dettate dall'Amministrazione finanziaria.
Sui prodotti petroliferi esportati all'estero è abbuonata l'imposta di fabbricazione. Il loro trasporto dalla fabbrica o dal deposito alla dogana di uscita sarà vincolato a bolletta di cauzione da emettersi dall'Ufficio finanziario al quale è affidata la vigilanza sulla fabbrica o sul deposito».